# Тоёда, Киитиро
Киитиро Тоёда (яп. 豊田 喜一郎; 11 июня 1894, Васидзу — 27 марта 1952, Япония) — основатель фирмы Toyota Motor Corporation.

## Биография
Родился 11 июня 1894 предположительно в г. Тоёта, префектура Айти, Япония.
17 февраля 1925 года у Киитиро Тоёды родился сын Сёитиро
Незадолго до смерти отец Киитиро Тоёды завещал сыну следовать своей мечте, и сделать ставку на автомобили, и Тоёда создал автомобильную компанию в 1930 году.
Являлся президентом Toyota с 1941 по 1950 годы. Объявил об уходе из компании в 1948 году в связи с падением объёма продаж, снижением прибыли и необходимостью массовых увольнений, и в 1950 году покинул компанию.

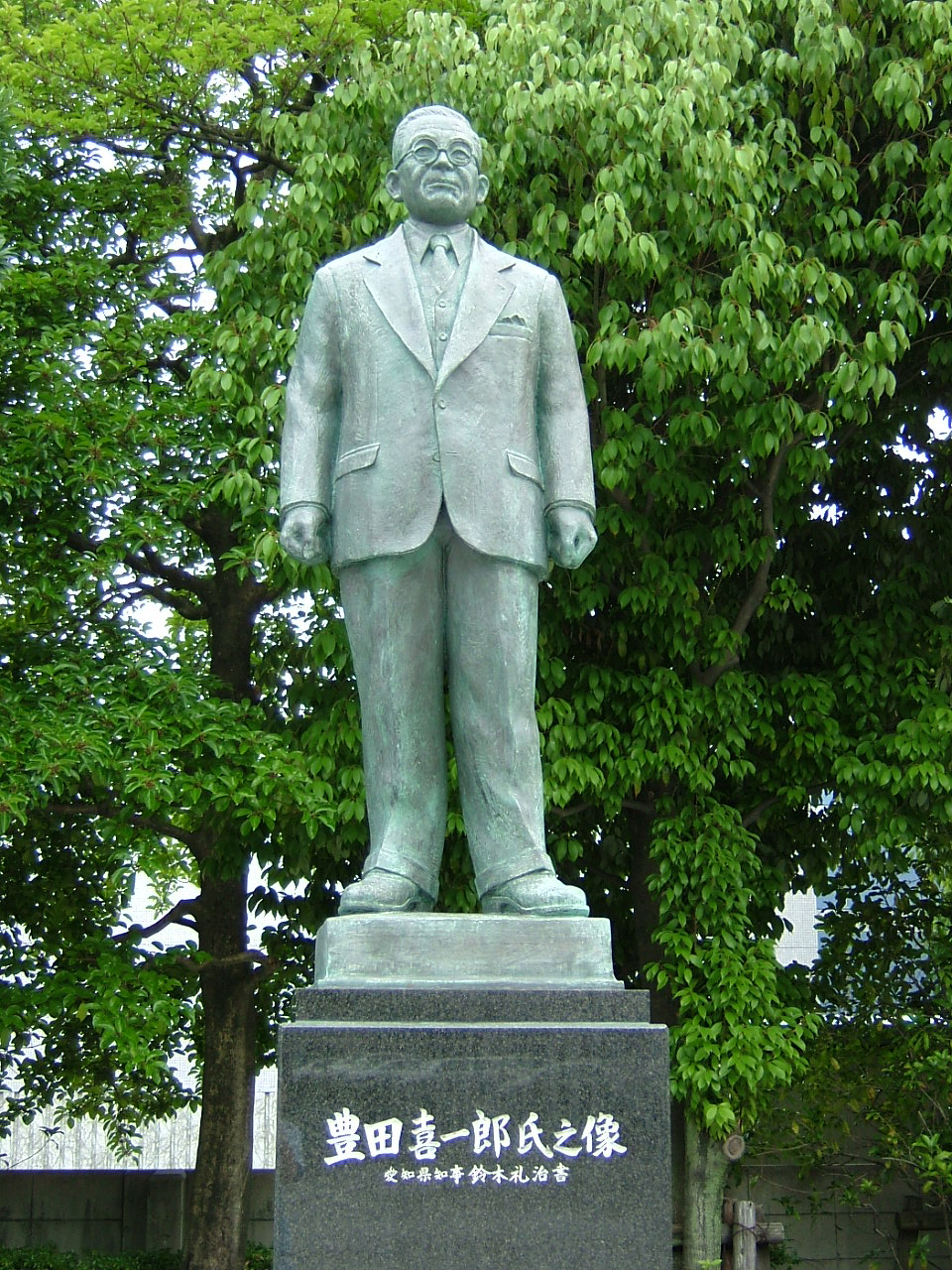

Умер 27 марта 1952 года.